# Goesinaja Zemlja

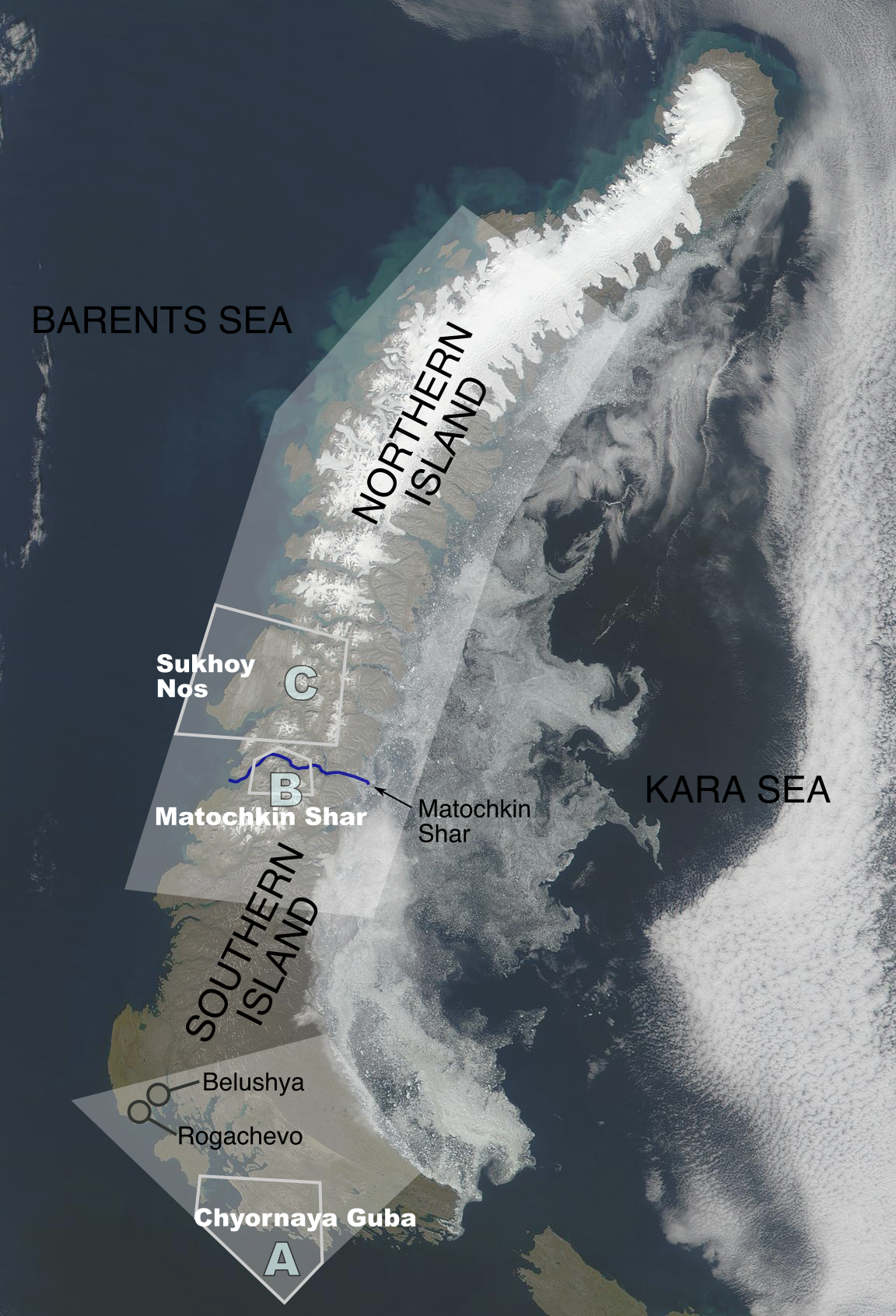
Kernproefgebieden van de Sovjet-Unie op Nova Zembla. Soechoj Nos (Sukhoi Nos) is zichtbaar aan linkerzijde.

Goesinaja Zemlja (Russisch: Гусиная Земля; "ganzenland") is het grootste schiereiland en meest westelijke punt van de Russische archipel Nova Zembla. Het steekt uit in de Barentszzee aan westzijde van Joezjnyeiland tussen de zeestraat Kostin Sjar in het zuiden en de Mollerabaai in het noorden. Andere wateren rondom het schiereiland zijn de Rogatsjovabaai en de Gagarinbaai en de golven (goeba 's) Beloesjej, Osivejpacha en Litke.
Op het schiereiland liggen de belangrijkste plaatsen van Nova Zembla Beloesja Goeba en Rogatsjovo. De eerste West-Europeaan die het gebied bezocht was Hugh Willoughby in 1553. In de jaren 1960 en 70 vormde het schiereiland onderdeel van het testterrein Soechoj Nos, een van de drie aangewezen kernproefterreinen van de archipel.

## Geografie
Het langgerekte schiereiland meet van noord naar zuid ongeveer 80 kilometer en van oost naar west 30 tot 40 kilometer. Het is grotendeels vlak. Het hoogste punt is een naamloze piek van 284 meter in het oosten. Andere heuvels zijn de Pestsovaja (218 meter) en de Osobennaja (89 meter). In het zuidwestelijke deel ligt het Jalmachojgebergte, dat eigenlijk een heuvelrug is, daar het slechts oploopt tot 174 meter. Het schiereiland ligt in de toendra en is mede daardoor erg moerassig en telt vele meren, waarvan het Goesinojemeer in het noorden van het schiereiland verreweg het grootste is. De belangrijkste rivieren zijn de Joenko, Seryjacha, Westelijke Joenko, Oostelijke Joenko, Pestsovaja, Saoetsjicha, Latajacha, Krest-Jacha en Moetsjjacha. Er komen ijsberen, poolvossen, rendieren, lemmingen en zeehonden voor. Tijdens de rui komen er duizenden ganzen naar het schiereiland, waarvan de naam is afgeleid. Tussen 1928 en 1933 werden 604 tamme rendieren geïmporteerd vanaf Kolgoejev naar Nova Zembla, maar de rendierhouderij werd stopgezet in 1937 en de dieren verwilderden. Ze trekken sindsdien vrij rond over de archipel.
Het schiereiland wordt omringd door de kapen Solokov, Morozov, Lilje, Sredni Goesiny Nos (westelijke ganzenneus), Joezjny Goesiny Nos (zuidelijke ganzenneus), Severny Goesini Nos (noordelijke ganzenneus), Ne-Bazar-Salja en Ljoedsalja. De kustwateren lopen nabij het schiereiland af tot een diepte van 123 meter. Het gemiddelde getij bij het schiereiland bedraagt 1 meter.